# Édouard Richard
Pour les articles homonymes, voir Édouard Richard (peintre) et Edouard Richard.
Édouard Richard est un homme politique socialiste français né le 24 février 1886 à Colmar et mort le 20 mai 1970 dans cette même ville.

## Biographie
Édouard Richard est le fils d'un maître serrurier. Ses grands parents maternels étaient des modestes agriculteurs de Horbourg. Après ses études primaires, il exerce la profession de typographe. En 1904, il sera secrétaire du cartel syndical de Colmar. Édouard Richard sera secrétaire à la caisse des malades de Colmar à partir de 1915 il en deviendra le gérant en 1919.
Il adhère à la Section française de l'Internationale ouvrière (SFIO) créée en 1905, notamment sous l'influence de Jean Wagner, typographe comme lui, et participe à la vie politique de sa région.

## Carrière politique

### Avant la première guerre mondiale
En 1914, Édouard Richard entre au conseil municipal de Colmar.

### Les évènements de novembre 1918 à Colmar
Édouard Richard est président du conseil d'ouvrier et de soldats de Colmar en novembre 1918 où, comme Jacques Peirotes à Strasbourg, il s'efforce de maintenir l'ordre afin de préparer l'arrivée des troupes françaises.
Il raconte lui-même comment il a été amené à créer avec ses camarades un conseil d'ouvriers et de soldats alsaciens. Ils a appris que venait de se créer un conseil de soldats allemands et ils tenaient à lui faire barrage. Le conseil allemand accepte de ne s'occuper que de préparer le départ des soldats allemands puis il disparait. Cependant l'administration allemande a disparu elle aussi, préfet et sous-préfet s'enfuyant vers Fribourg, l'anarchie menace donc de s'installer jusqu'à l'arrivée de l'armée française. Richard prend des mesures énergiques et nomme Max Lehmann comme maire pour remplacer le maire allemand Friedrich Dieffenbach déchu de ses fonctions et charge les soldats de maintenir l'ordre, en évitant surtout les pillages par la populace. Il est d'autant plus inquiet que les journaux allemands annoncent que les soldats français ont eux aussi formé des conseils révolutionnaires et que Foch a été assassiné ; il décida donc d'entrer en contact avec l'armée française qui avait commencé à franchir les Vosges mais n'avançait que lentement. Il y réussit le 14 novembre et participa à une délégation de notables auprès de l'état major français à Gérardmer, dont le général de brigade Adolphe Messimy afin que les troupes françaises se dirigent rapidement vers l'Alsace mais apprit que les Français n'entreraient à Colmar que le 18, il fallut donc à la fois maintenir l'ordre et assurer le ravitaillement de la ville ; il veilla à une discipline sévère, s'assurant surtout que les soldats démobilisés rendissent leurs armes, qu'il remit ensuite à l'armée française. Il dut s'occuper aussi d'accueillir, de nourrir et de loger des prisonniers français libérés et en route vers la France. Ses fonctions cessèrent pour son grand soulagement quand l'armée française, le 18 novembre 1918, pénètre dans Colmar au milieu d'un enthousiasme indescriptible.
Par la suite il participe aux instances municipales, mises en place par l'autorité française, afin d'assurer les affaires courantes jusqu'aux nouvelles élections municipales de 1919. Le président de cette commission municipale était Antoine François Conrath.

### La mairie de Colmar
Il est réélu au conseil municipal de Colmar en 1919 sur une liste constituée de radicaux et de socialistes, avec comme tête de liste Antoine François Conrath qui est élu maire. Les élections de 1929 sont défavorables à l'équipe sortante, c'est une coalition Union populaire républicaine - communiste qui est élue. En 1935, il est tête de la liste « Bloc de propreté et d'unité anti-fasciste ». Il exerce les fonctions de maire de Colmar entre 1935 et 1940, avant d'être destitué par l'occupant. Il redevient maire en février 1945 et le demeure jusqu'aux élections d'octobre 1947, date à laquelle il cède la place à Joseph Rey, nouveau maire MRP.

### Conseil général
Il est élu au conseil général de 1919 à 1928 puis de 1934 à 1945.

### Les mandats nationaux
Il est élu député lors des élections à la proportionnelle de la première assemblée constituante (novembre 1945 - juin 1946) et de la deuxième assemblée constituante (juin 1946 - novembre 1946).
Puis du 8 décembre 1946 au 7 novembre 1948, il est élu au Conseil de la République, nom de la chambre haute sous la IVe République française, correspondant au Sénat sous les IIIe et Ve République.

## Ses principales actions
Il dote la ville de Colmar d'équipements publics adaptés :
L’hôpital Louis Pasteur est inauguré le 21 novembre 1937 par le ministre de la Santé publique Marc Rucart, entouré d'Édouard Richard et du Dr Joseph Duhamel, respectivement président et vice-président de la commission administrative du nouvel hôpital. Il est l’œuvre de l’architecte William Vetter (1902 – 1986) disciple de l'architecte Auguste Perret.

### Logements sociaux
Édouard Richard est intervenu en particulier pour promouvoir des logements sociaux et des cités-jardins. En effet à la suite d'un rapport d'Édouard Richard, le conseil municipal de Colmar crée l'Office municipal d'habitation à bon marché. De nombreux logements seront réalisés par cet office :
- 40 logements sociaux situés rue de Belfort qui sont livrés en 1925 ;
- Les 349 logements de la cité-jardin livrés entre 1928 et 1930 ;
- La cité des Vosges avec 172 logements en 1931 ;
- La cité de la Fecht avec 166 logements en 1932 ;

...
De 1935 à 1964, Édouard Richard préside l'office qui est transformé en 1950 en société d'HLM

## Décorations
- Officier de la Légion d'honneur
- Officier de l'Instruction publique
- Officier de l'Ordre du Mérite social
- Titulaire de la croix de guerre 1939-1945 avec palme